# Meriadoc Brandybuck
Meriadoc Brandybuck (Merry) este unul dintre personajele ficționale principale din trilogia Stăpânul Inelelor scrisă de J.R.R. Tolkien.
Meriadoc Brandybuck s-a născut în anul 1382 (după Calendarul Comitatului) și este fiul lui Saradoc și al Esmeraldei Brandybuck (născută Took). A fost unul dintre cei patru hobbiți care au plecat în călătoria de distrugere a Inelului Puterii și mai apoi slujitor al regelui Théoden din Rohan. Datorită faptului că știa secretul Inelului și din cauza dorinței sale puternice, a fost primit printre membri călătoriei alături de prietenul său, Pippin. În bătălia pentru apărarea Gondorului s-a făcut remarcat prin nimicirea Duhului Inelelor (Nazgûl) când acesta i-a atacat pe Théoden și pe nepoata acestuia, Éowyn.